# Bain el Atlal
Bayn al-atlal (àrab: بين الأطلال, Bayn al-aṭlāl, ‘Entre les ruïnes’) és una pel·lícula romàntica egípcia del 1959 protagonitzada per Faten Hamama i Emad Hamdy i dirigida per Ezzel Dine Zulficar, basada en una novel·la de Youssef El Sebai. Hamama va rebre un premi per la seva actuació i la pel·lícula va entrar a formar part de la llista de les 150 millors pel·lícules egípcies el 1996.

## Argument
Faten Hamama interpreta Mona, una estudiant universitària que s'enamora del seu professor, Mahmoud (Emad Hamdy), que també és un escriptor dotat. Mahmoud proposa matrimoni a Mona però la seva mare es nega i Mona es casa amb un altre home i abandona Egipte. Anys més tard, després de tornar a Egipte, Mona visita un Mahmoud malalt a l'hospital. Mahmoud expressa el seu amor a Mona, ja que es troba al seu llit de mort.

## Repartiment
- Faten Hamama - Mona
- Emad Hamdy - Mahmoud
- Salah Zulfikar
- Rawhiyya Khaled
- Fouad El-Mohandes